# Dagobert von Vegesack
Dagobert Roderich Achilles von Vegesack (ur. 14 stycznia 1769 w Wismarze, zm. 17 czerwca 1850 w Gdańsku) – pruski oficer, dyplomata, funkcjonariusz policji.
Urodził się w rodzinie pruskiego oficera Friedricha von Vegesacka (1725-1778). Od 1787 przez wiele lat oficer wojsk pruskich. W okresie I Wolnego Miasta Gdańska był rezydentem Prus w Gdańsku (1808-1813). Pełnił funkcję prezydenta policji w Gdańsku (1814-1834). Rezydował w byłym pałacu opackim w Oliwie (1840-1850). Pochowany na cmentarzu Zbawiciela w Gdańsku.